# De Groote Leeuw

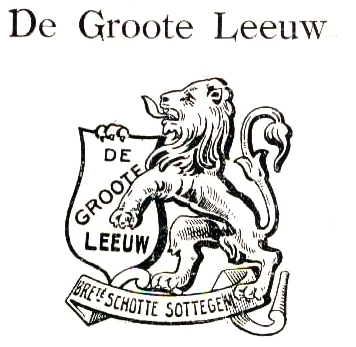
Logo van De Groote Leeuw voor het eerst gebruikt in 1910

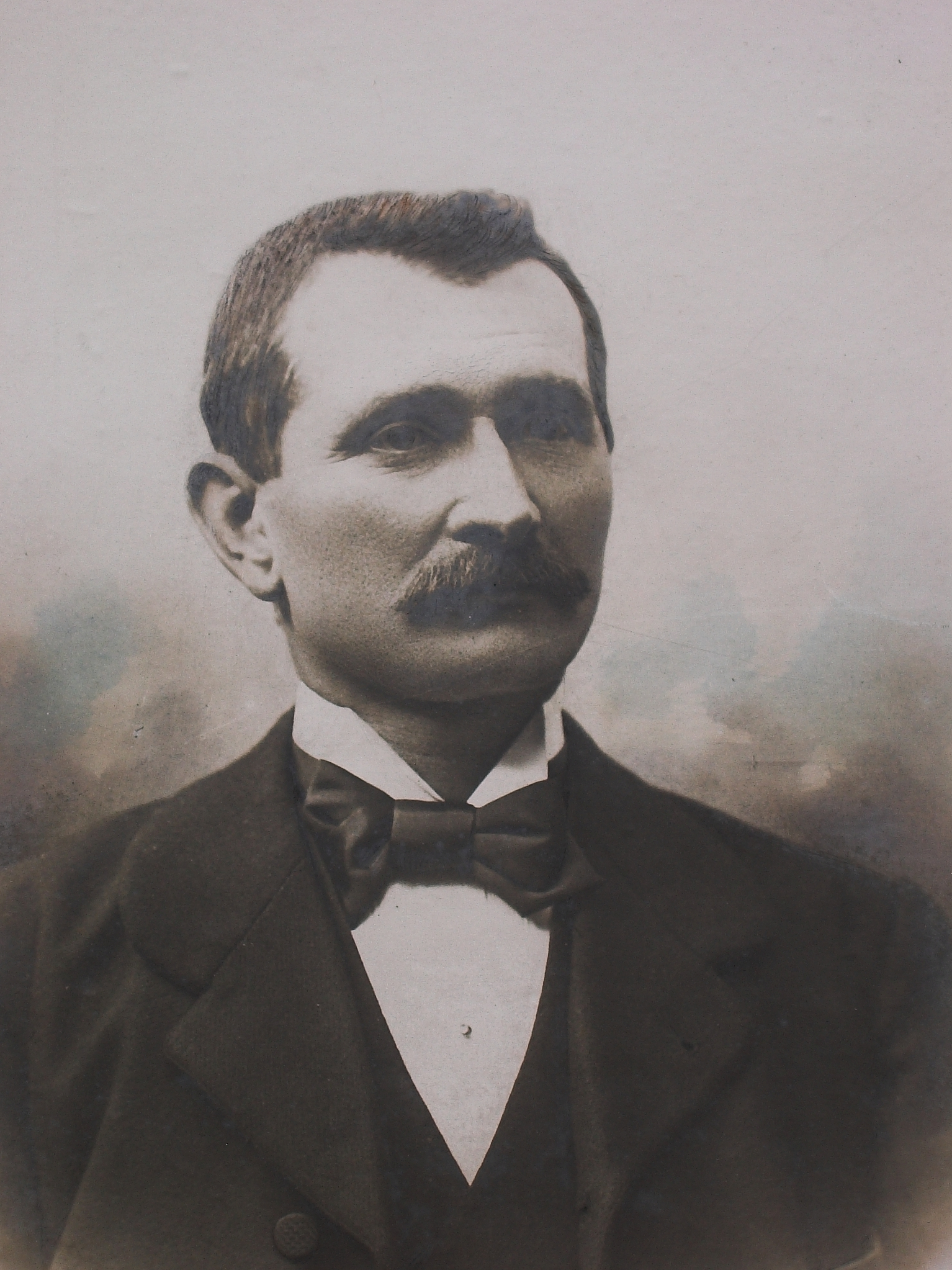
Camiel Schotte

De Groote Leeuw is een Belgisch fietsenmerk dat in het eerste decennium van de 20e eeuw werd opgericht door Camiel Schotte (Steenhuize-Wijnhuize, 4 juli 1854 - Zottegem, 27 augustus 1922).

## Oprichting
Op 1 mei 1903 nam Camiel Schotte op de Markt in Zottegem een ijzermagazijn over waar ook fietsen verkocht werden, in het pand waar vroeger de uitspanning In den Gouden Leeuw was gevestigd. Dat pand was later opgesplitst in Den Grooten Leeuw (centraal gedeelte) en In Den Kleinen Leeuw (hoekhuis met de Stationsstraat; de gevelsteen werd ingemetseld in de gevel van het stadhuis van Zottegem als Marktleeuw). In het centrale gedeelte was van 1853 tot 1860 een herberg genaamd Den Grooten Leeuw gevestigd. Vanaf 1860 tot 1876 werd de herberg omgevormd naar een hotel. De naam werd toen ook aangepast naar Den Gouden Leeuw (Au Lion d'Or). Van 1876 tot 1903 werd het hotel omgebouwd naar een ijzermagazijn dat opengehouden werd door familie De Latte. Tussen 1903 en 1905 werden in zijn ijzermagazijn fietsen van het merk Adler en Panzer verkocht en vanaf 1907 gebruikte Schotte de naam "Groote Leeuw" voor het eigen merk. Door het groeiend succes van de fiets specialiseerde hij zich meer en meer op die markt en mecanicien zijnde probeerde hij de bestaande fietsen steeds te verbeteren. Op zaterdag 30 december 1905 nam Camiel Schotte een patent op "het zichzelf vettende bracket" dat hij het "Systeem Schotte" noemde. Het zichzelf vettende bracket van dezen velo is de enige waarvan de bielden rechtstreeks onder de manivels geplaatst zijn, zodat men direct op de bielden werkt, maar niet op de as...Dit heeft tot gevolg dat de as niet lijdt, noch slijt, en een snellere en zachtere loop heeft...Dit bracket is stofvrij en wordt geregeld zonder losmaken. De stukken ervan zijn gemakkelijk om te vervangen, daar zij zonder moeite van elkaar kunnen gescheiden worden, waardoor men soms grote kosten spaart. (informatie uit reclamefolder van 1909) Om zijn uitvinding meer uitstraling te geven verwerkte Camiel zijn initialen (C S) in het voorste tandwiel, alsook een klein leeuwtje. Dit patent was 20 jaar geldig en gaf Camiel het recht anderen te verbieden zijn uitvinding te exploiteren.
Er werden piste- en koersfietsen van het type De Groote Leeuw verkocht. Ook werden er goedkopere types verkocht, Delta voor de wat betere modellen en G.L.S. voor de goedkopere fietsen.
De prijs in 1910 voor een koersfiets, model "De Groote Leeuw" was 210Bfr. In 1934 was de prijs voor een koersfiets, model "De Groote Leeuw" 670Bfr, voor model "Delta" 575Bfr. en voor model "G.L.S." was 475Bfr.
Op het logo dat gebruikt werd in 1932 werd de slogan "Ze zullen hem niet temmen" gebruikt, verwijzend naar de eerste lijn van De Vlaamse Leeuw.
Onder meer Romain Gijssels, René Anno, Aloïs Persijn, Camiel Haeck, Edmond Spiegeleer, Alphonse Kindt, Constant Stuyven, François Alexander, Leopold Boone, Raoul Van Eyck, Cesar Debaets, Michel Debaets, Louis Verbraecken, Camiel Van De Maele, Albert Otte, Hubert De Geeter, Isidoor Mechant en Victor Hardiquest reden wedstrijden met De Groote Leeuw fietsen.
Gezien het grote aantal overwinningen op het rijwiel De Groote Leeuw kreeg Camiel Schotte veel correspondentie van onafhankelijke renners uit zowel binnen- als buitenland om een koersfiets aan te schaffen, tegen een voor renners gereduceerd tarief, zodat ook zij konden uitblinken op een fiets die 15% beter liep dan een ander rijwiel.

## Wedstrijdorganisatie
Op 23 augustus 1908 organiseerde Camiel een wielerwedstrijd van 40 km voor iedereen die wilde deelnemen. De coureurs moesten een bijdrage leveren van 1Bfr voor de deelname. Er was voor 264Bfr aan prijzengeld voorzien. 1e prijs: een fiets ter waarde van 100Bfr; 2e prijs: een fiets ter waarde van 65Bfr; 3e prijs: een fiets ter waarde van 40Bfr; 4e prijs: 2 enveloppen Englebert ter waarde van 26Bfr; 5e prijs: 1 enveloppe Englebert ter waarde van 13Bfr; 6e prijs: 1 lantaarn ter waarde van 10Bfr; 7e prijs: een fietsketting ter waarde van 6Bfr; 8e prijs: 1 guidon ter waarde van 4Bfr.
Op 28 maart 1909 organiseerde Camiel het kampioenschap van het velomerk De Groote Leeuw, waarbij er enkel mocht deelgenomen worden op een fiets van De Groote Leeuw. De afstand was 20 km en het prijzengeld bedroeg 25Bfr. Er moest opnieuw 1Bfr betaald worden om te mogen deelnemen.
Op 8 augustus 1909 organiseerde Camiel opnieuw een "groote velokoerse". De 3 verschillende wedstrijden gingen van start net na de doortocht van de Ronde Van België door Zottegem. Er was een eerste snelkoers voor beginnelingen die nog nooit een prijs behaald hadden (59Bfr aan prijzen). Er was een tweede snelkoers voor alle wielrenners die nog nooit een licentie hadden verkregen (213Bfr aan prijzen). De derde wedstrijd was een snelkoers tussen twee gekende renners die net voor de race bekend zouden gemaakt worden.

## Wielerploeg De Groote Leeuw
In de Ronde Van België voor amateurs van 1909 was René Anno de morele overwinnaar, ondanks dat Paul Deman de eindzege wegkaapte. René Anno legde de 1011 km af in de kortste tijd, en was de enige renner op een fiets van De Groote Leeuw waarmee hij de ronde uit reed en dat zonder er herstellingen te moeten aan doen.
In de rit van Harelbeke naar Brussel kwam hij als eerste aan en had een voorsprong van 26 minuten op zijn dichtste achtervolger.
Op 22 maart 1914 werd de 2e editie van De Ronde Van Vlaanderen gereden. Er schreven zich 65 renners in voor deelname, echter kwamen er maar 52 aan de start. Aloïs Persyn, Michel Debaets, Isidoor Mechant, Cesar Debaets, Louis Verbraecken en Camiel Haeck reden toen in de ploeg van De Groote Leeuw. René Anno reed mee als afgezonderde zonder ploeg. Al na enkele kilometers kwam Cesar Debaets ten val en brak zijn fiets. Louis Verbraecken breekt in de buurt van Destelbergen zijn wiel en moet ook opgeven. Ook René Anno werd in de buurt van Oudenaarde gedwongen tot opgave na fietsbreuk.
Die 2e editie werd gewonnen door Marcel Buysse die ook als afgezonderde aan de start kwam. Alois Persyn werd 4e.
Bij elke overwinning die het wielerseizoen iedere week rijk was werden de trofeeën, palmen en doorgeseinde telegrammen aan de etalage uitgehangen.

## Toer Schotte
Na het overlijden van Camiel Schotte (27 augustus 1922) werd er als eerbetoon aan zijn grote successen die hij had geboekt met zijn fietsenfabriek, een parcours in de Vlaamse Ardennen naar hem genoemd.
De "Toer Schotte" liep langs Zottegem - Strijpen - Roborst - Sint-Blasius-Boekel - Horebeke - Zegelsem - Nederbrakel - Sint-Maria-Lierde - Ophasselt - Steenhuize - Sint-Lievens-Esse - Grotenberge - Leeuwergem - Zottegem en nog twee rondes op de lokale wielerpiste in de Hoogstraat.
Op 12 juli 1925 werd "De Groote Velokoers, Wonder, omloop van Sottegem" ingericht, waarvan 3x de "Toer Schotte" moest gereden worden (totaal 110 km). Er waren toen voor 1500 Bfr. prijzen.

## Na de dood van Camiel Schotte
Gezien het steeds groter wordende succes van de auto kozen de zonen van Camiel (Gerard, Oscar, Emile en David Schotte) er in 1923 voor die trend mee te volgen, en ze werden hoofdverdeler van Ford in de regio. In 1923 werden zij ook de verdelers van de Belgische motormerken Gillet Herstal en Saroléa.
Het was David Schotte (Zottegem, 13 augustus 1906 - Zottegem, 1 mei 1975) , een van de zonen van Camiel, die begin de jaren dertig het fietsenmerk verder zette op de Meerlaan in Zottegem.
In de jaren dertig was "De Groote Leeuw - Delta" sponsor van een wielerploeg met Oost-Vlaamse renners, die onder meer aan de Ronde van Vlaanderen deelnam.
Gezien het steeds populairder worden van gemotoriseerde voertuigen volgde David Schotte ook die trend. Rond 1965 bouwde hij de fietsverkoop geleidelijk aan af en werd hij verdeler van Auto Union, en nog later (begin de jaren 80) van BMW.

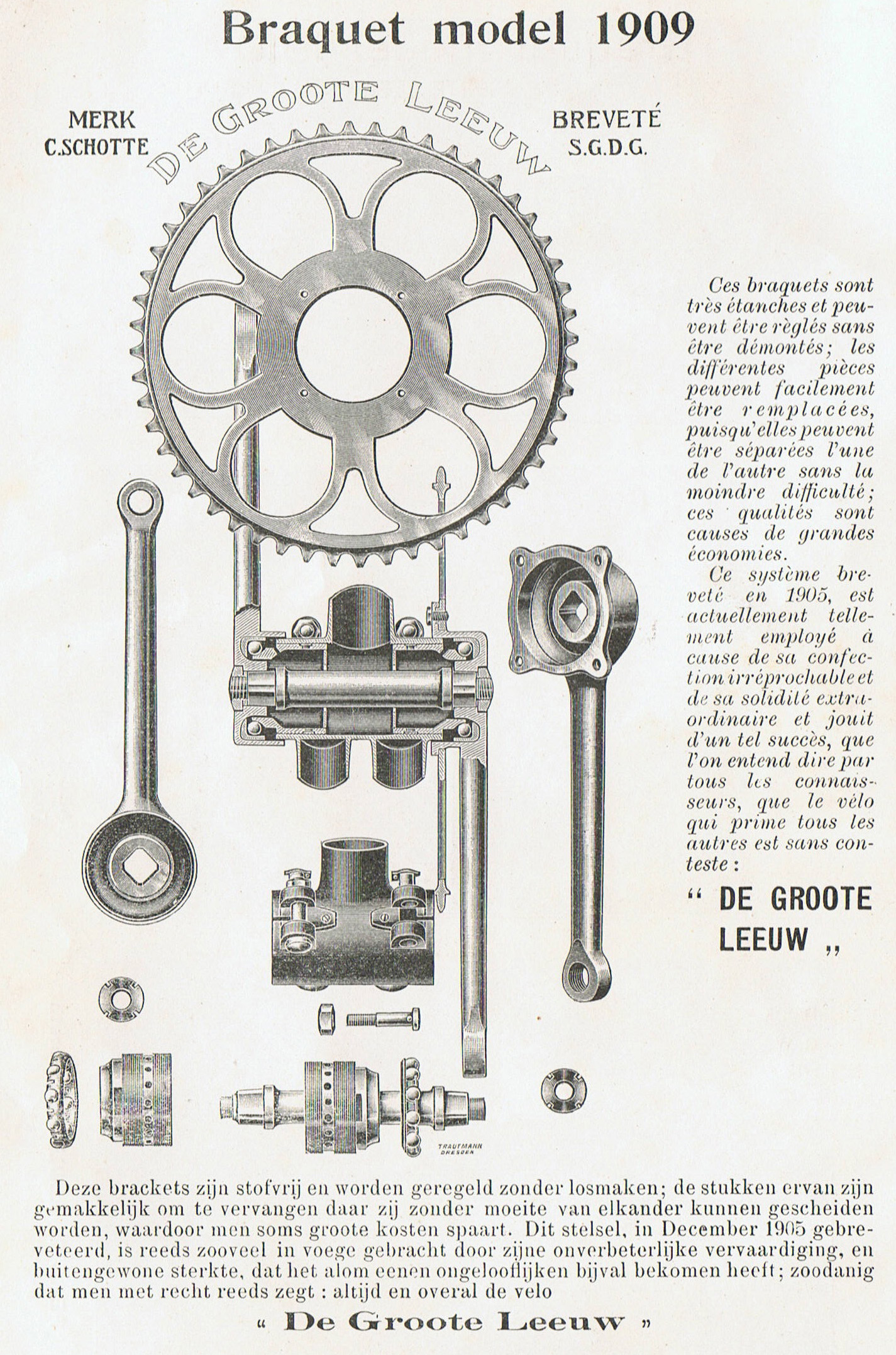
Braquet model 1909
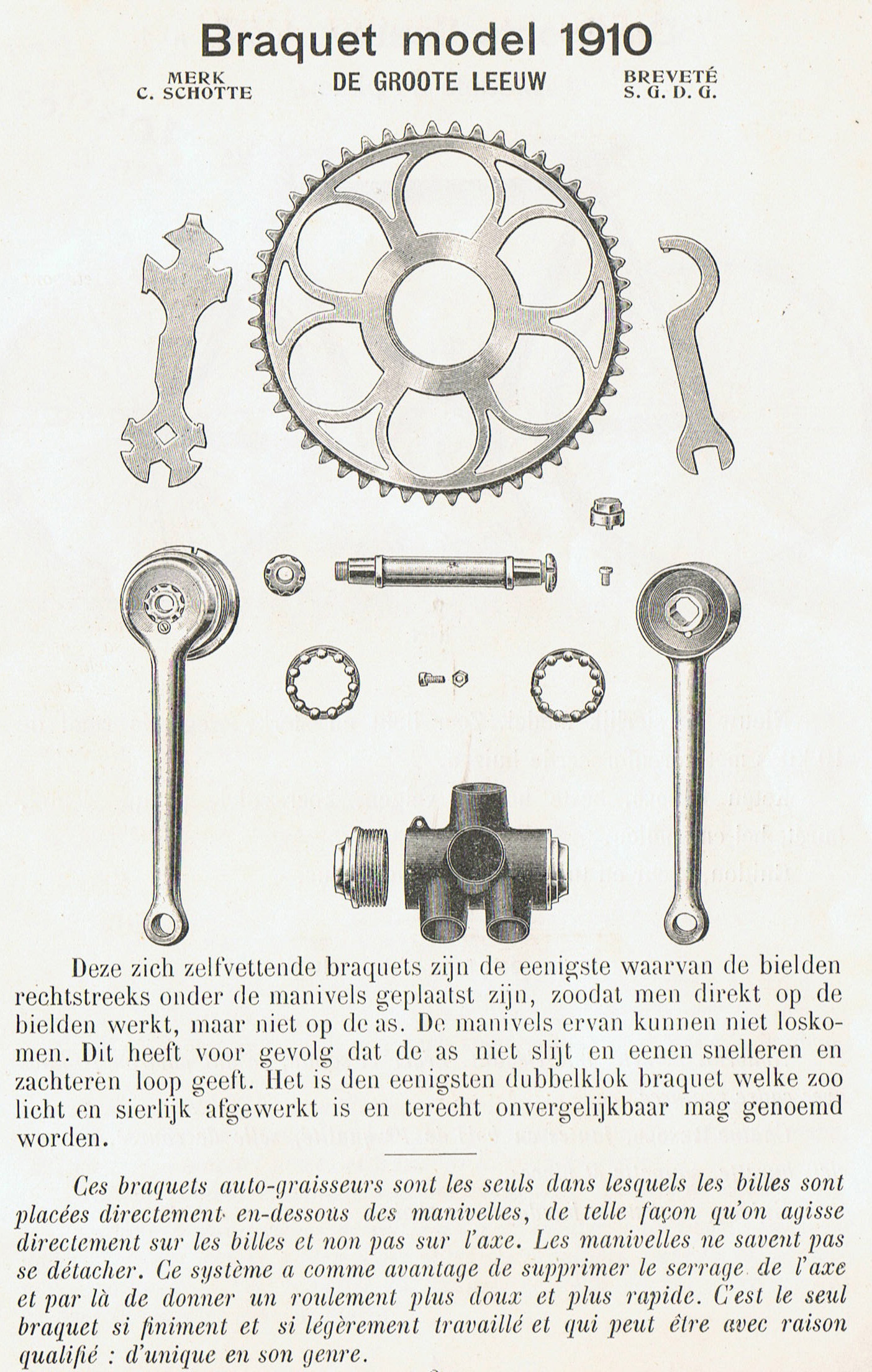
Braquet model 1910
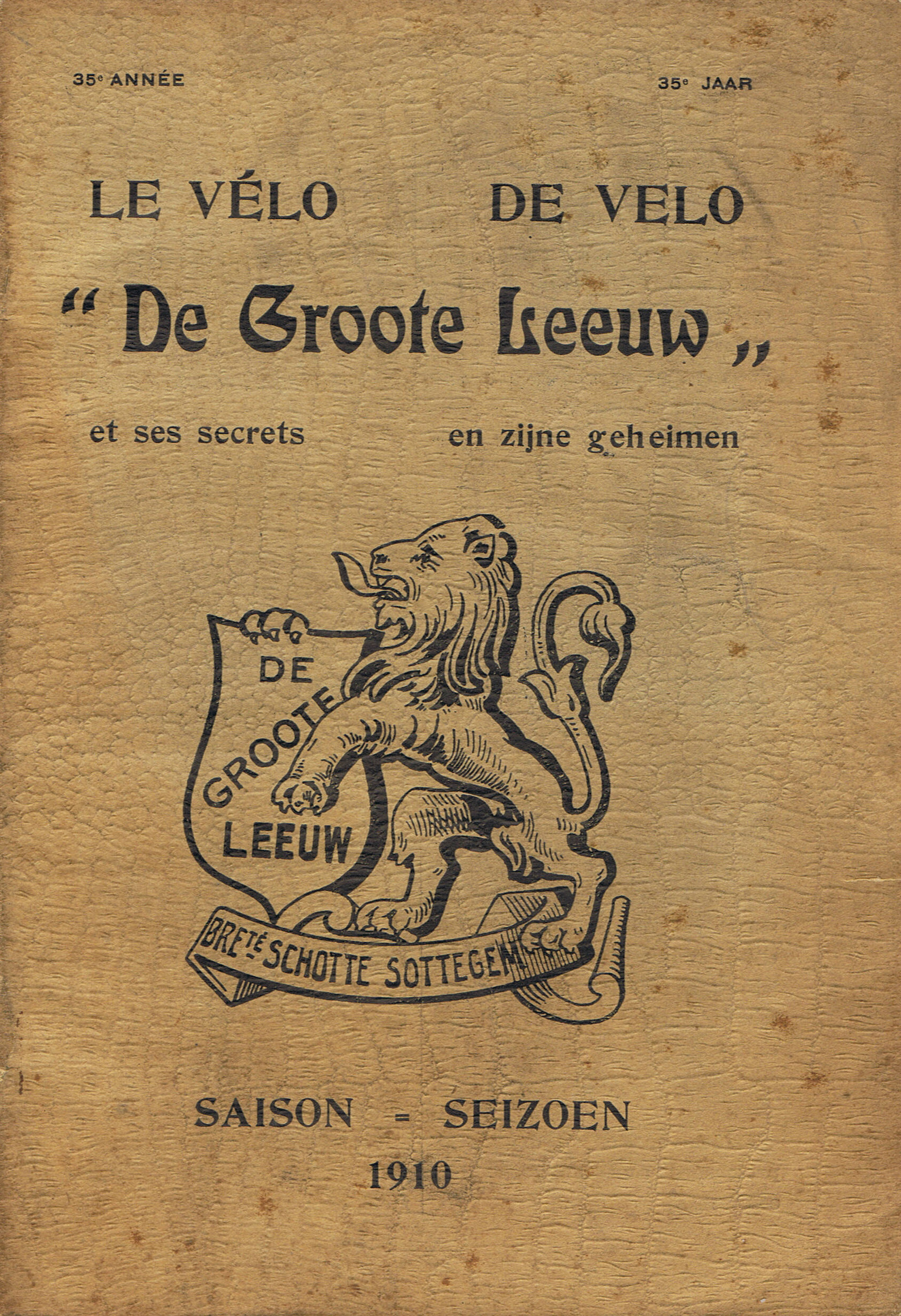
De Groote Leeuw - Veloseizoen 1910
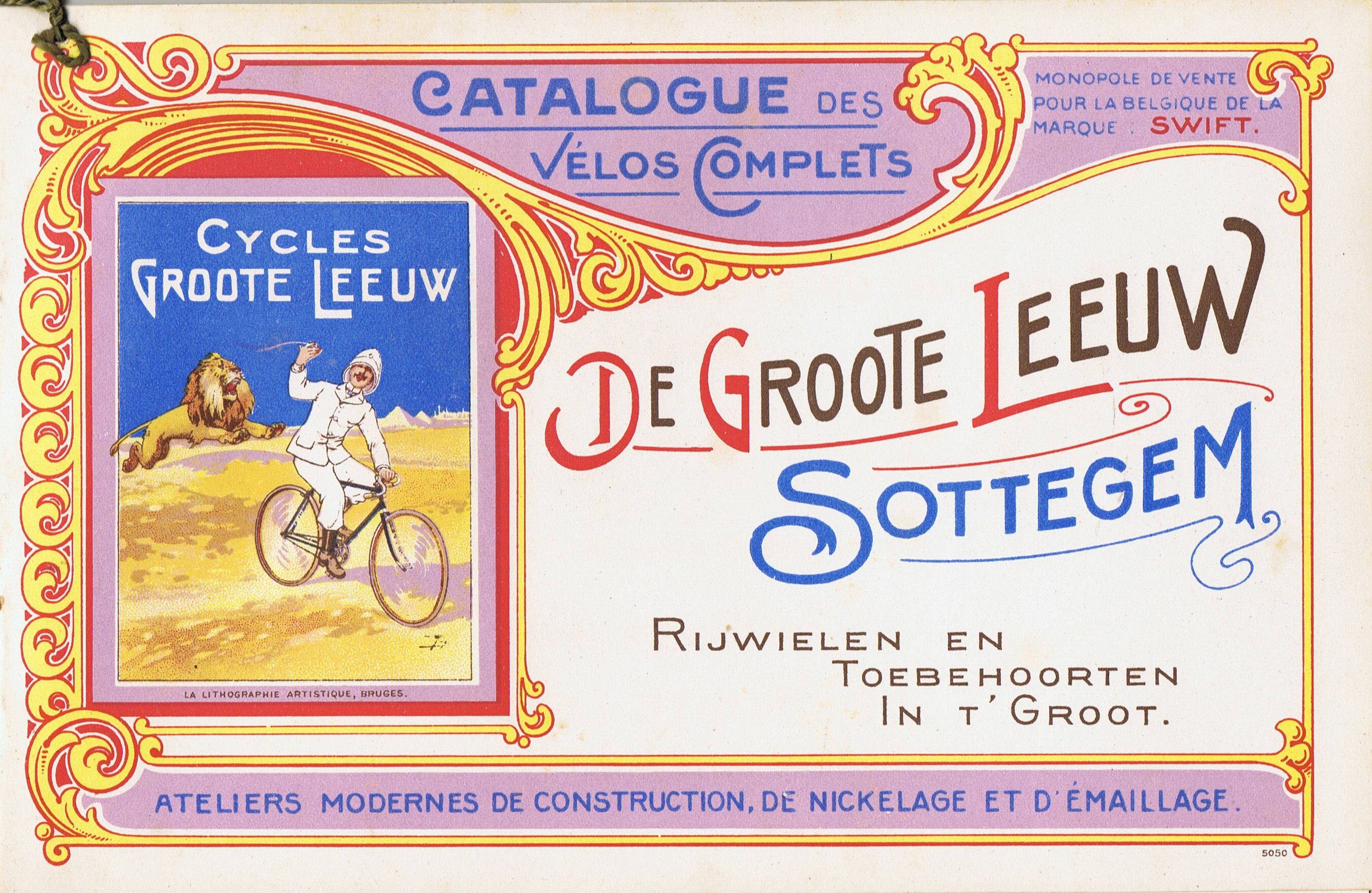
De Groote Leeuw - Cataloge des vélos complets 1914
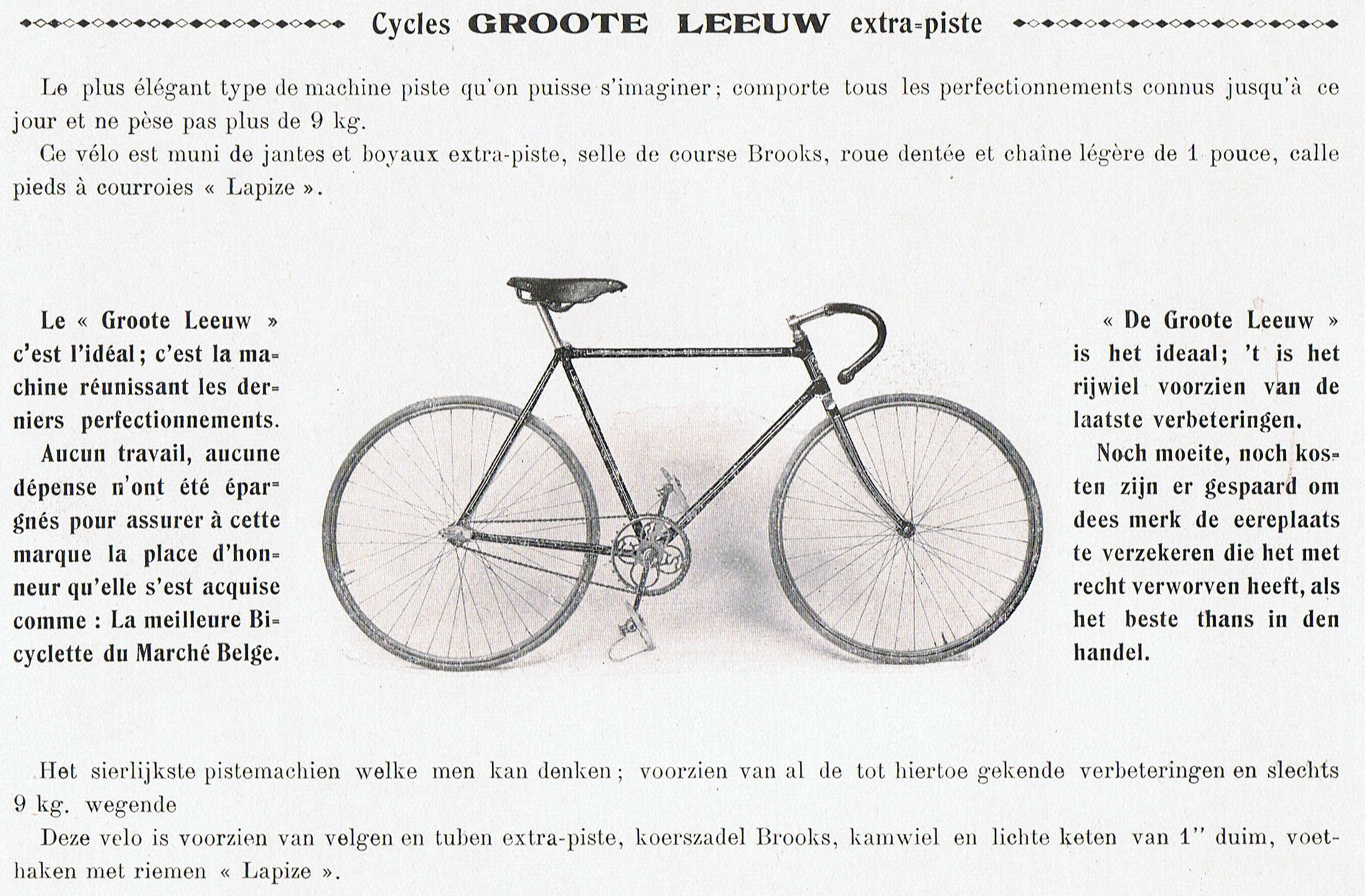
De Groote Leeuw - piste 1914
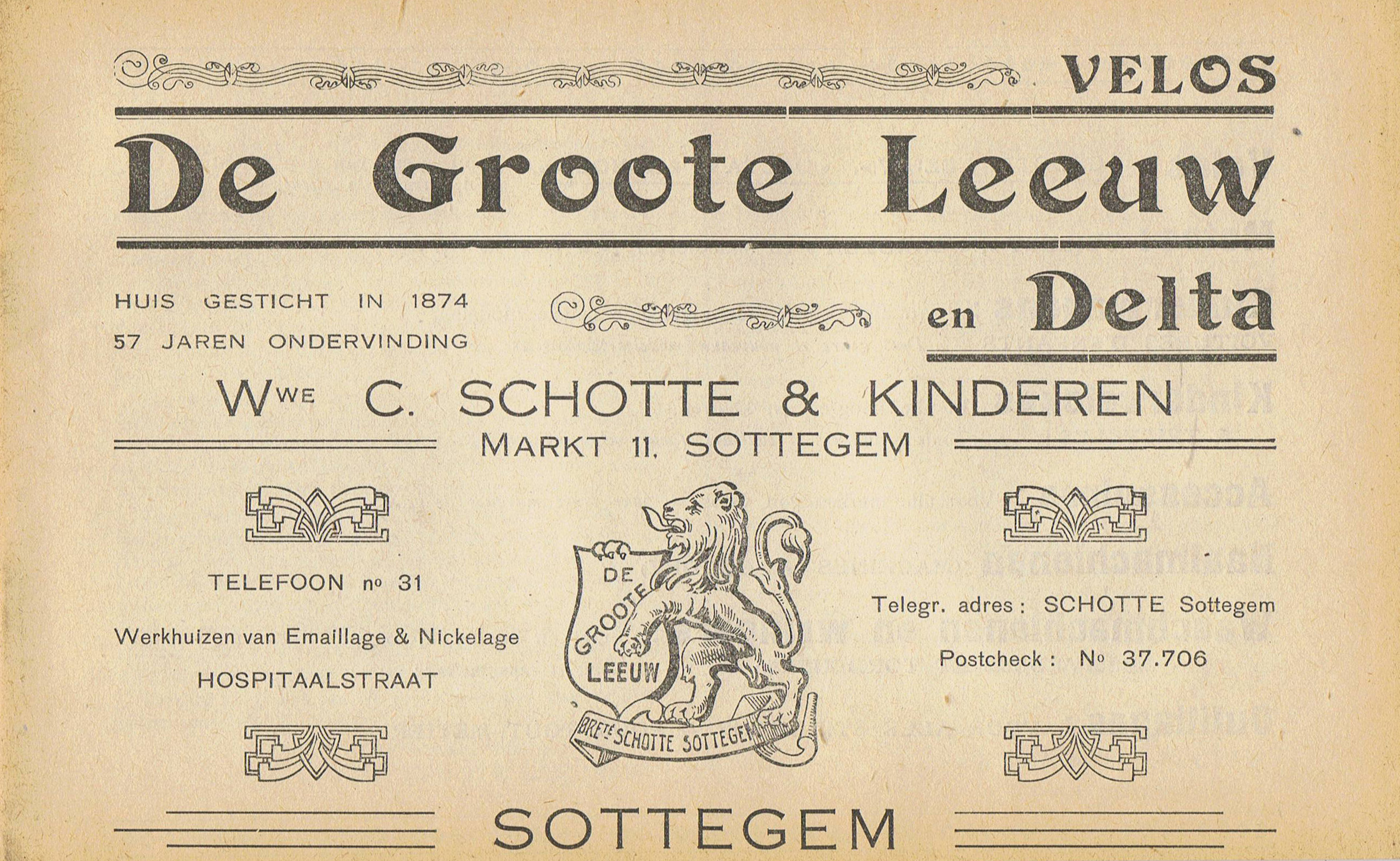
De Groote Leeuw - Velos 1931
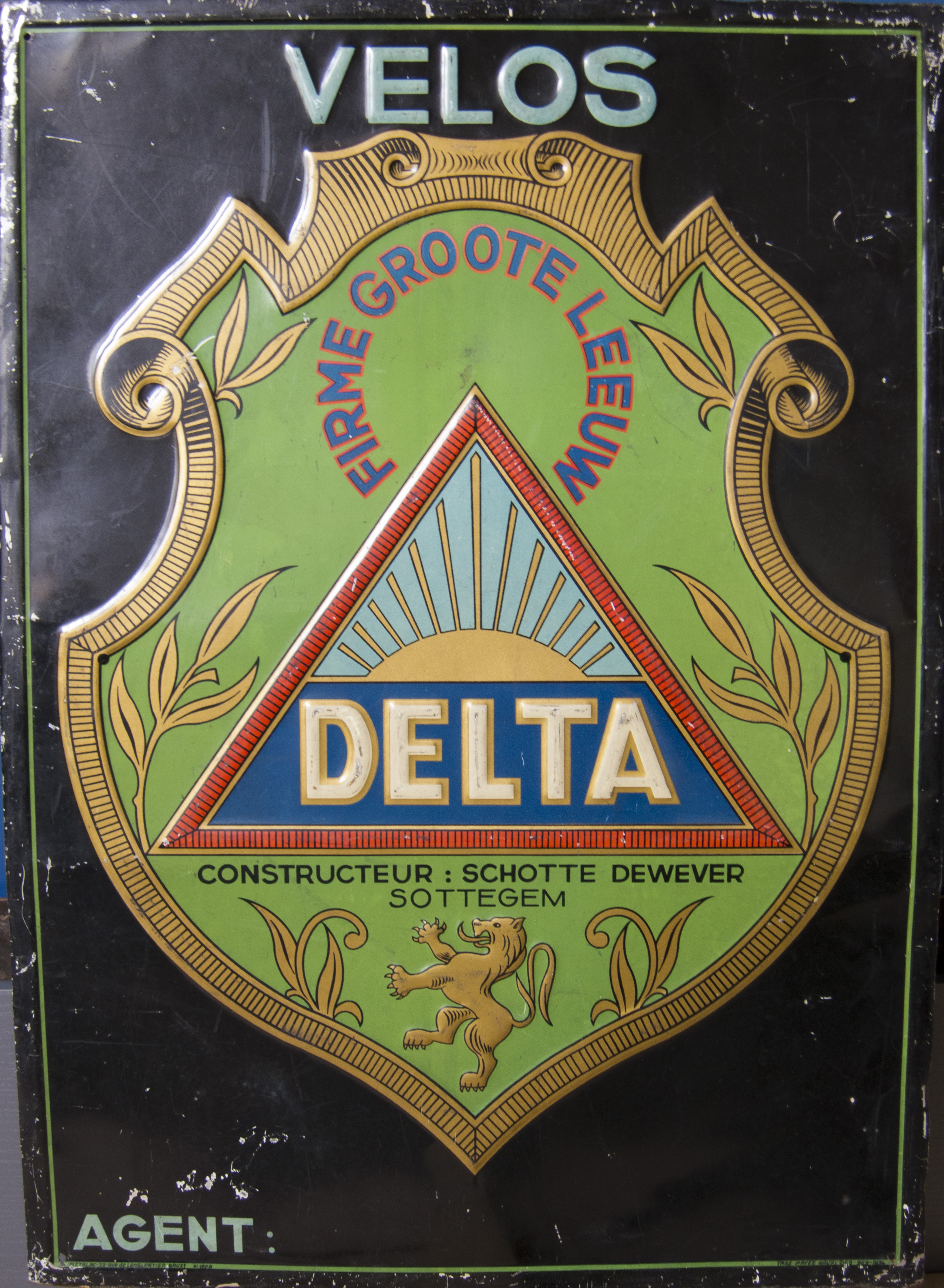
De Groote Leeuw & Delta - David Schotte 1934